# Oospila aphenges
Oospila aphenges là một loài bướm đêm trong họ Geometridae.